# Fotaq Strakosha
Fotaq Strakosha   (Tepelena, 29 de març de 1965) és un exfutbolista albanès de la dècada de 1990.
Fou 73 cops internacional amb la selecció albanesa.
Pel que fa a clubs, defensà els colors de Dinamo Tirana i a nombrosos equips grecs, PAS Giannina, Ethnikos Piraeus, Olympiacos, Panionios, Ionikos, Kallithea, Kalamata, Ethnikos Asteras i Proodeftiki.